# Cinema Piano
Cinema Piano – pierwsza część serii kompilacyjnej z muzyką filmową napisaną na fortepian. Jest to pierwsze tego typu wydawnictwo w Polsce i jedno z kilku na świecie oferujące takie spojrzenie na muzykę filmową. Na płycie znalazły się oryginalne nagrania, pochodzące z oficjalnych ścieżek dźwiękowych. Pośród nich znajdują się utwory z takich filmów, jak: „Obrona Łużyna”, „Forrest Gump”, „Nad złotym stawem”, „Dziewiąte wrota”, „Labirynt fauna”, „Kikujiro”, „Cinema Paradiso” czy „Trzeci cud”. Wydawnictwo zadebiutowało na dwudziestym pierwszym miejscu listy OLIS i znajdowało się na niej przez sześć tygodni, ponadto w Empik.com osiągnęło status „bestsellera”, docierając do pierwszego miejsca listy sprzedaży. Autorami kompilacji są: Mikołaj Florczak i Witold Karolak.

## Lista utworów
1. Nad złotym stawem: On Golden Pond (Dave Grusin)
2. Marsz pingwinów: Arrival At The Sea (Alex Wurman)
3. Cinema Paradiso (Ennio Morricone)
4. Obrona Łużyna: The Luzhin Defence (Alexandre Desplat)
5. Dlaczego nie: Na Pomoście (Maciej Zieliński)
6. Forrest Gump: I'm Forrest...Forrest Gump (Alan Silvestri)
7. Operacja Świt: Dieter's Theme Reprise (Klaus Badelt)
8. Emmanuelle II (Francis Lai)
9. Kikujiro: Angel Bell (Joe Hisaishi)
10. What Maisie Knew: What Maisie Knew (Nick Urata)
11. Mr Brooks (Ramin Djawadi)
12. Jedwab: Silk Closing (Ryuichi Sakamoto)
13. Labirynt fauna: A Tale (Javier Navarrete)
14. Polskie drogi (Andrzej Kurylewicz)
15. Eklipsa: The Eclipse (Fionnuala Ní Chiosáin)
16. Trzeci cud: Frank & Roxanne (Jan A.P. Kaczmarek)
17. Zeszłej nocy: Pillow Talking (Clint Mansell)
18. Samotny mężczyzna: Becoming George (Abel Korzeniowski)
19. Dziewiąte wrota: Blood On His Face (Wojciech Kilar)
20. Thanks For Sharing: Thanks For Sharing Suite (Christopher Lennertz)
21. Samotność w sieci: Shimmering (Ketil Bjørnstad)